# Aigrette tricolore
Egretta tricolor
Espèce
Répartition géographique
- zone de nidification
- résident permanent
- non nicheur

Statut de conservation UICN

 LC  : Préoccupation mineure
L'Aigrette tricolore (Egretta tricolor)  est une espèce d'échassiers de la famille des Ardeidae.

## Sous-espèces
D'après la classification de référence (version 14.1, 2024) de l'Union internationale des ornithologues, l'aigrette tricolore possède 2 sous-espèces (ordre philogénique) :
- Egretta tricolor ruficollis Gosse, 1847 ;
- Egretta tricolor tricolor (Müller, PLS, 1776).

Egretta tricolor occidentalis (Huey, 1927) est incluse avec Egretta tricolor ruficollis et  Egretta tricolor rufimentum (Hellmayr, CE, 1906) est incluse avec Egretta tricolor tricolor.